# Боянська церква
Боя́нська це́рква — визначна пам'ятка болгарської архітектури в селі Боян біля Софії. Східну частину її збудовано в 11—12 століттях у вигляді невеликого квадратного в плані храму з циліндричним барабаном, що завершується куполом. У 1259 до храму була прибудована двоповерхова, нині середня частина, до якої наприкінці 19 століття добудовано західну частину. Своєрідні архітектурні форми Боянської церкви стримані й прості. Всередині збереглися унікальні фрескові розписи 13 століття, серед них реалістичні портрети вельможі Калояна, його дружини Десислави.